# Torn Sails
Torn Sails é um filme de drama mudo produzido no Reino Unido e lançado em 1920.